# Associação Paulista de Futebol de Salão
A Associação Paulista de Futebol de Salão foi uma entidade que regulamentava o futebol de salão no Estado de São Paulo, sendo filiada à CNFS - Confederação Nacional de Futebol de Salão . Foi por vários anos responsável pela organização do Campeonato Paulista de Futebol de Salão AMF, regido nas regras FIFUSA/AMF. Seu legado histórico foi sucedido pela Federação São Paulo de Futebol de Salão.

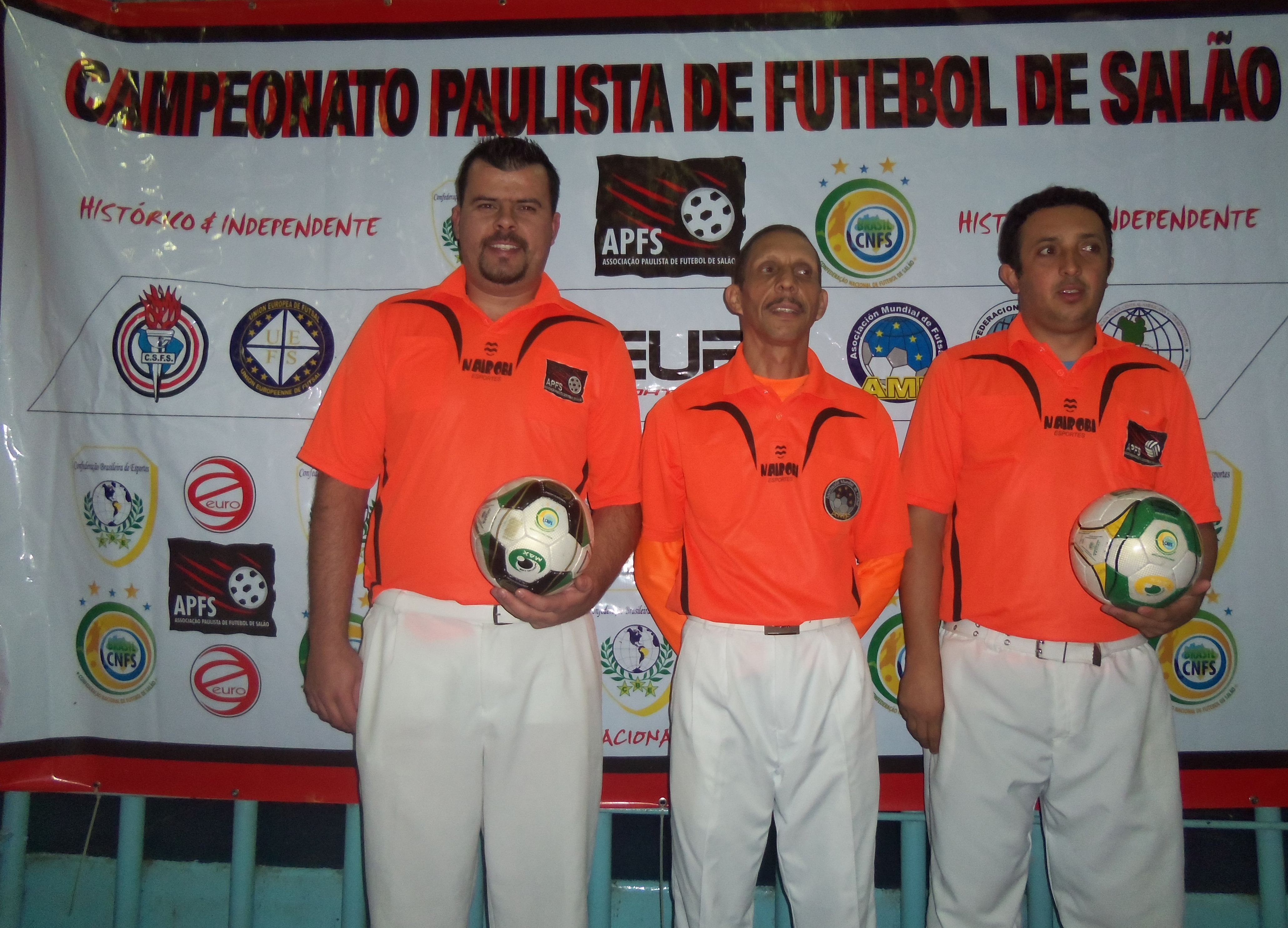
Arbitragem da CNFS: Leonardo Moura (esquerda), o árbitro internacional AMF Florêncio Nochieri (centro) e Israel Fernandez (direita), atuando no Campeonato Paulista de Futebol de Salão - AMF em 2013

. 